# Bellamy Brothers
(The) Bellamy Brothers is een Amerikaans duo op het gebied van voornamelijk countrymuziek. De naamaanduiding is afkomstig van de broers David Milton Bellamy (16 september 1950) en Homer Howard Bellamy (2 februari 1946), die vanuit Darby, Florida hun muziek de wereld in zonden. In Nederland en België bleef hun faam beperkt tot de twee singles Let Your Love Flow en If I Said You Had a Beautiful Body Would You Hold It Against Me.

## Geschiedenis

### Beginjaren
De broers kregen de muziek met de paplepel ingegoten, hun vader speelde thuis countrymuziek en was lid van een plaatselijke band. Voorts werden ze geïnspireerd door hun zuster, die rock-'n-rollplaatjes afspeelde. Van een gedegen muzikale opleiding kwam het niet, ze leerden zichzelf de benodigde muziekinstrumenten als gitaar, mandoline en banjo bespelen. David begon tevens aan de accordeon, fiddle/viool en piano. Voor de een vrij vroeg voor de ander vrij laat kwam hun eerste concert tot stand. In 1968 gaven ze hun eerste concert samen met hun vader in San Antonio (Florida). Florida was niet de staat, die bekendstaat om ontwikkelingen in de popmuziek, de heren vertrokken naar Atlanta (Georgia) en begonnen de band Jericho. Dat bracht niet het gewenste succes en al snel remigreerden de twee.
De loopbaan die tot dan toe op een dood spoor leek kreeg een impuls toen Jim Stafford het lied Spiders and Snakes van David opnam. Het haalde de top 5 van de Billboard Hot 100. De inkomsten van dat succes stelden de broers in staat te verhuizen naar een ander centrum in de amusementswereld, Los Angeles. Howard werd roadmanager bij Stafford.

### Jaren 70
David en Howard sloten in 1975 een contract bij platenlabel Curb Records. De eerste single, toen alleen volgespeeld door David, Nothin Heavy verkocht uitermate matig. Op aanraden van Neil Diamonds drummer Dennis St. John namen David en Howard Let Your Love Flow op, een nummer geschreven door Larry E. Williams, een roadie van Diamond. Het nummer werd een wereldsucces. In bijna alle westerse landen haalde het hoge verkoopcijfers en plaatsen in de hitparades met als belangrijkste de eerste plaats in de Verenigde Staten en Canada. Daarna verdween het duo weer naar de achtergrond, maar haalde in 1979 flink you met If I said.... Ook dat lied scoorde overal goed en werd in het Verenigd Koninkrijk zelfs uitgeroepen tot Lied van het jaar.

### Jaren 80 en 90
In de Verenigde Staten had hun succes een vervolg in Redneck girl, Old hippie en Kids of the baby boom. In Nederland, België en singleland bij uitstek Engeland verdwenen de broers uit beeld, behalve dan bij een (relatief) kleine schare fans. Successen in de hitparades werden niet meer gehaald. In de Verenigde Staten kwam met countrymuziek echter het ene na het andere succes. In 1991 verhuisden The Bellamy Brothers naar Atlantic Records, maar hun loopbaan bleef toch beperkt tot Amerika. Echter in de loop van de jaren 90 begon hun succes danig af te nemen en belandden ze bij de kleinere platenlabels.

### 21e eeuw
De broers maken nog steeds muziek en hebben nog steeds een bescheiden succes in de Verenigde Staten. Inmiddels weer terug bij Curb Records namen ze een serie verzamelalbums op, waarop ook andere countryartiesten zoals Dolly Parton, George Jones, Alan Jackson, Tanya Tucker en Montgomery Gentry meezongen. In 2005 kwam een tweede versie van If I said met Dolly Parton even in de lijst van countrysingles, maar daarna werd het weer stil. Kleine succesjes werden nog gehaald met Guilty of the crime, met een videoclip waarin Shannen Doherty meespeelde. In 2010 werd hun op uitkomen staande single Jalepeños al getroffen door een ban, voordat die al uitgebracht was; het lied gaat over te ver gaande politieke correctheid. In de loop der jaren begonnen de heren ook religieuze liedjes te schrijven. In Europa treden ze nog regelmatig op in Duitsland, Zwitserland België. In 2019 is een nieuw album uitgebracht "Over the moon" met als  nieuwe single "If you ever leave".

### Zonen
In de jaren 90 verscheen er een nieuwe versie van de Bellamy Brothers; het waren twee zoons van David, Noah en Jesse, die de muziekwereld instapten onder de naam Burning Sky, later weer Jesse and Noah genaamd. It weeps my heart werd als single uitgegeven, maar hun faam strekte eigenlijk niet verder dan Texas.

## Discografie

### Albums
| Album met eventuele hitnotering(en) in de Nederlandse Album Top 100 | Datum van verschijnen | Datum van binnenkomst | Hoogste positie | Aantal weken | Opmerkingen   |
| ------------------------------------------------------------------- | --------------------- | --------------------- | --------------- | ------------ | ------------- |
| Let your love flow                                                  | 1976                  | -                     |                 |              |               |
| Plain & fancy                                                       | 1977                  | -                     |                 |              |               |
| Beautiful friends                                                   | 1978                  | -                     |                 |              |               |
| The two and only                                                    | 1979                  | -                     |                 |              |               |
| You could get crazy                                                 | 1980                  | -                     |                 |              |               |
| Sons of the sun                                                     | 1980                  | -                     |                 |              |               |
| When we were boys                                                   | 1982                  | -                     |                 |              |               |
| Strong weakness                                                     | 1982                  | -                     |                 |              |               |
| Greatest hits                                                       | 1982                  | -                     |                 |              | Verzamelalbum |
| Restless                                                            | 1984                  | -                     |                 |              |               |
| Howard and David                                                    | 1985                  | -                     |                 |              |               |
| The best                                                            | 1985                  | -                     |                 |              | Verzamelalbum |
| Country rap                                                         | 1986                  | -                     |                 |              |               |
| Greatest hits 2                                                     | 1986                  | -                     |                 |              | Verzamelalbum |
| Crazy from the heart                                                | 1987                  | -                     |                 |              |               |
| Rebels without a clue                                               | 1988                  | -                     |                 |              |               |
| Greatest hits 3                                                     | 1989                  | -                     |                 |              | Verzamelalbum |
| Reality check                                                       | 1990                  | -                     |                 |              |               |
| Rollin' thunder                                                     | 1991                  | -                     |                 |              |               |
| Neon cowboy                                                         | 1991                  | -                     |                 |              |               |
| Beggars and heroes                                                  | 1992                  | -                     |                 |              |               |
| Latest & the greatest                                               | 1992                  | -                     |                 |              | Verzamelalbum |
| Nobody's perfect                                                    | 1994                  | -                     |                 |              |               |
| 'Rip Off the knob                                                   | 1994                  | -                     |                 |              |               |
| Take me home                                                        | 1994                  | -                     |                 |              |               |
| Let your love flow                                                  | 1994                  | -                     |                 |              | Verzamelalbum |
| Best of the Bellamy Brothers                                        | 1994                  | -                     |                 |              | Verzamelalbum |
| Sons of beaches                                                     | 1995                  | -                     |                 |              |               |
| Tropical Christmas                                                  | 1996                  | -                     |                 |              |               |
| Dancin'                                                             | 1996                  | -                     |                 |              |               |
| Over the line                                                       | 1997                  | -                     |                 |              |               |
| Reggae cowboys                                                      | 1998                  | -                     |                 |              |               |
| Live at Gilley's                                                    | 1999                  | -                     |                 |              | Livealbum     |
| Lonely planet                                                       | 1999                  | -                     |                 |              |               |
| Let your love flow                                                  | 1999                  | -                     |                 |              | Verzamelalbum |
| The 25 year collection                                              | 2001                  | -                     |                 |              | Verzamelalbum |
| Reason for the season                                               | 2002                  | -                     |                 |              |               |
| 'Redneck girls forever                                              | 2002                  | -                     |                 |              | Verzamelalbum |
| Best of the Bellamy Brothers                                        | 2004                  | -                     |                 |              | Verzamelalbum |
| Angels and outlaws, vol. 1                                          | 2005                  | -                     |                 |              | Verzamelalbum |
| The lost tracks                                                     | 2006                  | -                     |                 |              | Verzamelalbum |
| Jesus is coming                                                     | 2007                  | -                     |                 |              |               |
| Number one hits                                                     | 2008                  | -                     |                 |              | Verzamelalbum |
| The anthology, vol. 1                                               | 2009                  | -                     |                 |              | Verzamelalbum |
| Pray for me                                                         | 2012                  | -                     |                 |              |               |
| Simply The Best (Samen met Dj Ötzi)                                 | 2012                  | -                     |                 |              | Verzamelalbum |

### Singles
| Single met eventuele hitnotering(en) in de Nederlandse Top 40    | Datum van verschijnen | Datum van binnenkomst | Hoogste positie | Aantal weken | Opmerkingen                 |
| ---------------------------------------------------------------- | --------------------- | --------------------- | --------------- | ------------ | --------------------------- |
| Let your love flow                                               | 1975                  | 13-03-1976            | 6               | 9            | Nr. 6 in de Single Top 100  |
| Satin sheets                                                     | 1976                  | 07-08-1976            | tip4            | -            |                             |
| If I said you had a beautiful body, would you hold it against me | 1979                  | 22-09-1979            | 8               | 8            | Nr. 11 in de Single Top 100 |

| Single met hitnotering(en) in de Vlaamse Ultratop 50             | Datum van verschijnen | Datum van binnenkomst | Hoogste positie | Aantal weken | Opmerkingen                |
| ---------------------------------------------------------------- | --------------------- | --------------------- | --------------- | ------------ | -------------------------- |
| Let your love flow                                               | 24-01-1976            | 27-03-1976            | 6(3wk)          | 9            | Nr. 2 in de Radio 2 Top 30 |
| If I said you had a beautiful body, would you hold it against me | 05-03-1979            | 20-10-1979            | 8               | 6            | Nr. 4 in de Radio 2 Top 30 |

### NPO Radio 2 Top 2000
| Nummers met noteringen in de NPO Radio 2 Top 2000               | '99  | '00 | '01 | '02  | '03  | '04  | '05  | '06  | '07  | '08  | '09  | '10  | '11  |
| --------------------------------------------------------------- | ---- | --- | --- | ---- | ---- | ---- | ---- | ---- | ---- | ---- | ---- | ---- | ---- |
| If I Said You Had a Beautiful Body Would You Hold It Against Me | 1108 | -   | 773 | 1309 | 1486 | 1153 | 1174 | 1437 | 994  | 1204 | 1859 | -    | -    |
| Let Your Love Flow                                              | 1315 | 675 | 746 | 915  | 1222 | 1086 | 1192 | 1418 | 1210 | 1186 | 1884 | 1720 | 1594 |

1. ↑  Een '-' betekent dat het nummer niet was genoteerd en een vetgedrukt getal geeft de hoogste notering van een nummer aan.
2. ↑  Deze tabel is bijgewerkt tot en met de laatste editie (2024).